# Oligacanthorhynchus taenioides
Espèce
Synonymes
- Echinorhynchus taenioides Diesing, 1851 - protonyme
- Echinorhynchus oligacanthoides Rudolphi, 1819

Oligacanthorhynchus taenioides est une espèce d'acanthocéphales de la famille des Oligacanthorhynchidae.
C'est un parasite digestif d'oiseaux du Brésil.
Il a été découvert par Diesing en 1851,.